# Heremod
Heremod (protonórdico: *Harimōdaz; latín: Heremodius) fue uno de los primeros reyes legendarios de la protohistoria de Dinamarca durante los primeros siglos de la Era cristiana. Rey de los anglos hacia el siglo II y conocido por ser mencionado en el poema épico Beowulf como padre de Scyld. Puede ser el mismo Hermóðr de algunas fuentes en nórdico antiguo. Heremod podría también compararse con el rey Lotherus que aparece en Gesta Danorum (Libro 1) de Saxo Grammaticus, pues la historia es prácticamente la misma.